# Michele Polverino
Michele Polverino (Grabs, 26 settembre 1984) è un allenatore di calcio ed ex calciatore liechtensteinese di origini italiane, di ruolo centrocampista, vice allenatore dell'Eschen/Mauren.

## Carriera

### Club
Di origini italiane, precisamente di Saviano (NA) e Potenza, Michele Polverino nasce in Svizzera, muove i primi passi nel Liechtenstein nelle giovanili dello Schaan e cresce poi calcisticamente nel Vaduz, con la cui prima squadra esordisce in Challenge League, la seconda serie svizzera. Nella stagione 2003-2004 segna 7 gol in 25 partite. Nella stagione 2005-2006 gioca nell'Olbia, in Italia, poi torna al Vaduz.
Nel luglio 2009 passa all'Aarau e nel 2011, risolto di comune accordo il contratto con gli svizzeri, si accasa allo Steel Azin di Teheran. Passato in Austria nel 2012, fino al 2014 milita nel Wolfsberger; in seguito torna al Vaduz, ma nel dicembre 2014 risolve il proprio contratto con il club, in scadenza nel 2016 e firma un contratto di un anno e mezzo con gli austriaci del Ried.
Per la stagione 2016-2017 si trasferisce nella terza divisione svizzera, al Rapperswil-Jona. Dopo soli due mesi, nel settembre 2016 torna in patria per vestire la maglia del Balzers, dove si ritirerà, per poi intraprendere la carriera da allenatore.

### Nazionale
Ha esordito con la maglia della nazionale maggiore del Liechtenstein il 2 giugno 2007 contro l'Islanda durante le qualificazioni per gli Europei 2008.
Veste la fascia di capitano della squadra dal settembre 2018 fino al novembre 2019.
L'ultima partita giocata da Polverino è stata il 18 novembre 2019 contro la Bosnia-Erzegovina, nell'ultimo incontro del girone qualificatorio per l'accesso agli Europei 2020.
Con la Nazionale Michele Polverino ha realizzato 79 presenze (di cui 3 entrando dalla panchina) e ha siglato 6 reti.

## Statistiche

### Cronologia presenze e reti in nazionale
| Cronologia completa delle presenze e delle reti in nazionale ― Liechtenstein | Cronologia completa delle presenze e delle reti in nazionale ― Liechtenstein | Cronologia completa delle presenze e delle reti in nazionale ― Liechtenstein | Cronologia completa delle presenze e delle reti in nazionale ― Liechtenstein | Cronologia completa delle presenze e delle reti in nazionale ― Liechtenstein | Cronologia completa delle presenze e delle reti in nazionale ― Liechtenstein | Cronologia completa delle presenze e delle reti in nazionale ― Liechtenstein | Cronologia completa delle presenze e delle reti in nazionale ― Liechtenstein |
| Data                                                                         | Città                                                                        | In casa                                                                      | Risultato                                                                    | Ospiti                                                                       | Competizione                                                                 | Reti                                                                         | Note                                                                         |
| ---------------------------------------------------------------------------- | ---------------------------------------------------------------------------- | ---------------------------------------------------------------------------- | ---------------------------------------------------------------------------- | ---------------------------------------------------------------------------- | ---------------------------------------------------------------------------- | ---------------------------------------------------------------------------- | ---------------------------------------------------------------------------- |
| 2-6-2007                                                                     | Reykjavík                                                                    | Islanda                                                                      | 1 – 1                                                                        | Liechtenstein                                                                | Qual. Euro 2008                                                              | -                                                                            | 85’                                                                          |
| 6-6-2007                                                                     | Vaduz                                                                        | Liechtenstein                                                                | 0 – 2                                                                        | Spagna                                                                       | Qual. Euro 2008                                                              | -                                                                            |                                                                              |
| 22-8-2007                                                                    | Belfast                                                                      | Irlanda del Nord                                                             | 3 – 1                                                                        | Liechtenstein                                                                | Qual. Euro 2008                                                              | -                                                                            |                                                                              |
| 12-9-2007                                                                    | Aarhus                                                                       | Danimarca                                                                    | 4 – 0                                                                        | Liechtenstein                                                                | Qual. Euro 2008                                                              | -                                                                            |                                                                              |
| 26-3-2008                                                                    | Ta' Qali                                                                     | Malta                                                                        | 7 – 1                                                                        | Liechtenstein                                                                | Amichevole                                                                   | -                                                                            |                                                                              |
| 30-5-2008                                                                    | San Gallo                                                                    | Svizzera                                                                     | 3 – 0                                                                        | Liechtenstein                                                                | Amichevole                                                                   | -                                                                            | 75’                                                                          |
| 6-9-2008                                                                     | Vaduz                                                                        | Liechtenstein                                                                | 0 – 6                                                                        | Germania                                                                     | Qual. Mondiali 2010                                                          | -                                                                            | 46’                                                                          |
| 10-9-2008                                                                    | Baku                                                                         | Azerbaigian                                                                  | 0 – 0                                                                        | Liechtenstein                                                                | Qual. Mondiali 2010                                                          | -                                                                            | 45+2’ 46’                                                                    |
| 11-10-2008                                                                   | Cardiff                                                                      | Galles                                                                       | 2 – 0                                                                        | Liechtenstein                                                                | Qual. Mondiali 2010                                                          | -                                                                            | 74’ 80’                                                                      |
| 19-11-2008                                                                   | Žilina                                                                       | Slovacchia                                                                   | 4 – 0                                                                        | Liechtenstein                                                                | Amichevole                                                                   | -                                                                            | 46’                                                                          |
| 1-4-2009                                                                     | Vaduz                                                                        | Liechtenstein                                                                | 0 – 1                                                                        | Russia                                                                       | Qual. Mondiali 2010                                                          | -                                                                            |                                                                              |
| 6-6-2009                                                                     | Helsinki                                                                     | Finlandia                                                                    | 2 – 1                                                                        | Liechtenstein                                                                | Qual. Mondiali 2010                                                          | -                                                                            | 70’                                                                          |
| 12-8-2009                                                                    | Vaduz                                                                        | Liechtenstein                                                                | 0 – 3                                                                        | Portogallo                                                                   | Amichevole                                                                   | -                                                                            | 82’                                                                          |
| 9-9-2009                                                                     | Vaduz                                                                        | Liechtenstein                                                                | 1 – 1                                                                        | Finlandia                                                                    | Qual. Mondiali 2010                                                          | 1                                                                            | 65’ 66’                                                                      |
| 14-10-2009                                                                   | Vaduz                                                                        | Liechtenstein                                                                | 0 – 2                                                                        | Galles                                                                       | Qual. Mondiali 2010                                                          | -                                                                            | 70’                                                                          |
| 11-8-2010                                                                    | Reykjavík                                                                    | Islanda                                                                      | 1 – 1                                                                        | Liechtenstein                                                                | Amichevole                                                                   | -                                                                            |                                                                              |
| 3-9-2010                                                                     | Vaduz                                                                        | Liechtenstein                                                                | 0 – 4                                                                        | Spagna                                                                       | Qual. Euro 2012                                                              | -                                                                            |                                                                              |
| 7-9-2010                                                                     | Glasgow                                                                      | Scozia                                                                       | 2 – 1                                                                        | Liechtenstein                                                                | Qual. Euro 2012                                                              | -                                                                            | 90+4’                                                                        |
| 12-10-2010                                                                   | Vaduz                                                                        | Liechtenstein                                                                | 0 – 2                                                                        | Rep. Ceca                                                                    | Qual. Euro 2012                                                              | -                                                                            | 47’                                                                          |
| 9-2-2011                                                                     | Serravalle                                                                   | San Marino                                                                   | 0 – 1                                                                        | Liechtenstein                                                                | Amichevole                                                                   | 1                                                                            |                                                                              |
| 3-6-2011                                                                     | Vaduz                                                                        | Liechtenstein                                                                | 2 – 0                                                                        | Lituania                                                                     | Qual. Euro 2012                                                              | 1                                                                            |                                                                              |
| 10-8-2011                                                                    | Vaduz                                                                        | Liechtenstein                                                                | 1 – 2                                                                        | Svizzera                                                                     | Amichevole                                                                   | -                                                                            | 90’                                                                          |
| 8-10-2011                                                                    | Vaduz                                                                        | Liechtenstein                                                                | 0 – 1                                                                        | Scozia                                                                       | Qual. Euro 2012                                                              | -                                                                            | 43’                                                                          |
| 11-11-2011                                                                   | Budapest                                                                     | Ungheria                                                                     | 5 – 0                                                                        | Liechtenstein                                                                | Amichevole                                                                   | -                                                                            |                                                                              |
| 29-2-2012                                                                    | Ta' Qali                                                                     | Malta                                                                        | 2 – 1                                                                        | Liechtenstein                                                                | Amichevole                                                                   | -                                                                            |                                                                              |
| 14-8-2012                                                                    | Vaduz                                                                        | Liechtenstein                                                                | 1 – 0                                                                        | Andorra                                                                      | Amichevole                                                                   | -                                                                            |                                                                              |
| 7-9-2012                                                                     | Vaduz                                                                        | Liechtenstein                                                                | 1 – 8                                                                        | Bosnia ed Erzegovina                                                         | Qual. Mondiali 2014                                                          | -                                                                            |                                                                              |
| 11-9-2012                                                                    | Bratislava                                                                   | Slovacchia                                                                   | 2 – 0                                                                        | Liechtenstein                                                                | Qual. Mondiali 2014                                                          | -                                                                            | 29’                                                                          |
| 12-10-2012                                                                   | Vaduz                                                                        | Liechtenstein                                                                | 0 – 2                                                                        | Lituania                                                                     | Qual. Mondiali 2014                                                          | -                                                                            |                                                                              |
| 16-10-2012                                                                   | Riga                                                                         | Lettonia                                                                     | 2 – 0                                                                        | Liechtenstein                                                                | Qual. Mondiali 2014                                                          | -                                                                            |                                                                              |
| 14-11-2012                                                                   | Vaduz                                                                        | Liechtenstein                                                                | 0 – 1                                                                        | Malta                                                                        | Amichevole                                                                   | -                                                                            |                                                                              |
| 6-2-2013                                                                     | Dubai                                                                        | Azerbaigian                                                                  | 1 – 0                                                                        | Liechtenstein                                                                | Amichevole                                                                   | -                                                                            |                                                                              |
| 22-3-2013                                                                    | Vaduz                                                                        | Liechtenstein                                                                | 1 – 1                                                                        | Lettonia                                                                     | Qual. Mondiali 2014                                                          | 1                                                                            | 61’                                                                          |
| 14-8-2013                                                                    | Vaduz                                                                        | Liechtenstein                                                                | 2 – 3                                                                        | Croazia                                                                      | Amichevole                                                                   | 1                                                                            |                                                                              |
| 6-9-2013                                                                     | Vaduz                                                                        | Liechtenstein                                                                | 0 – 1                                                                        | Grecia                                                                       | Qual. Mondiali 2014                                                          | -                                                                            | 84’                                                                          |
| 10-9-2013                                                                    | Marijampolė                                                                  | Lituania                                                                     | 2 – 0                                                                        | Liechtenstein                                                                | Qual. Mondiali 2014                                                          | -                                                                            |                                                                              |
| 11-10-2013                                                                   | Zenica                                                                       | Bosnia ed Erzegovina                                                         | 4 – 1                                                                        | Liechtenstein                                                                | Qual. Mondiali 2014                                                          | -                                                                            |                                                                              |
| 15-10-2013                                                                   | Il Pireo                                                                     | Grecia                                                                       | 2 – 0                                                                        | Liechtenstein                                                                | Qual. Mondiali 2014                                                          | -                                                                            |                                                                              |
| 19-11-2013                                                                   | Vaduz                                                                        | Liechtenstein                                                                | 0 – 3                                                                        | Estonia                                                                      | Amichevole                                                                   | -                                                                            |                                                                              |
| 4-9-2014                                                                     | Tuzla                                                                        | Bosnia ed Erzegovina                                                         | 3 – 0                                                                        | Liechtenstein                                                                | Amichevole                                                                   | -                                                                            |                                                                              |
| 8-9-2014                                                                     | Chimki                                                                       | Russia                                                                       | 4 – 0                                                                        | Liechtenstein                                                                | Qual. Euro 2016                                                              | -                                                                            | 73’                                                                          |
| 9-10-2014                                                                    | Vaduz                                                                        | Liechtenstein                                                                | 0 – 0                                                                        | Montenegro                                                                   | Qual. Euro 2016                                                              | -                                                                            |                                                                              |
| 12-10-2014                                                                   | Stoccolma                                                                    | Svezia                                                                       | 2 – 0                                                                        | Liechtenstein                                                                | Qual. Euro 2016                                                              | -                                                                            |                                                                              |
| 15-11-2014                                                                   | Chișinău                                                                     | Moldavia                                                                     | 0 – 1                                                                        | Liechtenstein                                                                | Qual. Euro 2016                                                              | -                                                                            |                                                                              |
| 27-3-2015                                                                    | Vaduz                                                                        | Liechtenstein                                                                | 0 – 5                                                                        | Austria                                                                      | Qual. Euro 2016                                                              | -                                                                            |                                                                              |
| 31-3-2015                                                                    | Eschen                                                                       | Liechtenstein                                                                | 1 – 0                                                                        | San Marino                                                                   | Amichevole                                                                   | -                                                                            |                                                                              |
| 10-6-2015                                                                    | Thun                                                                         | Svizzera                                                                     | 3 – 0                                                                        | Liechtenstein                                                                | Amichevole                                                                   | -                                                                            |                                                                              |
| 14-6-2015                                                                    | Vaduz                                                                        | Liechtenstein                                                                | 1 – 1                                                                        | Moldavia                                                                     | Qual. Euro 2016                                                              | -                                                                            |                                                                              |
| 5-9-2015                                                                     | Podgorica                                                                    | Montenegro                                                                   | 2 – 0                                                                        | Liechtenstein                                                                | Qual. Euro 2016                                                              | -                                                                            |                                                                              |
| 8-9-2015                                                                     | Vaduz                                                                        | Liechtenstein                                                                | 0 – 7                                                                        | Russia                                                                       | Qual. Euro 2016                                                              | -                                                                            | 63’                                                                          |
| 9-10-2015                                                                    | Vaduz                                                                        | Liechtenstein                                                                | 0 – 2                                                                        | Svezia                                                                       | Qual. Euro 2016                                                              | -                                                                            | 59’                                                                          |
| 12-10-2015                                                                   | Vienna                                                                       | Austria                                                                      | 3 – 0                                                                        | Liechtenstein                                                                | Qual. Euro 2016                                                              | -                                                                            | 90+2’                                                                        |
| 23-3-2016                                                                    | Gibilterra                                                                   | Gibilterra                                                                   | 0 – 0                                                                        | Liechtenstein                                                                | Amichevole                                                                   | -                                                                            |                                                                              |
| 28-3-2016                                                                    | Marbella                                                                     | Fær Øer                                                                      | 3 – 2                                                                        | Liechtenstein                                                                | Amichevole                                                                   | -                                                                            |                                                                              |
| 31-8-2016                                                                    | Horsens                                                                      | Danimarca                                                                    | 5 – 0                                                                        | Liechtenstein                                                                | Amichevole                                                                   | -                                                                            | 46’                                                                          |
| 5-9-2016                                                                     | León                                                                         | Spagna                                                                       | 8 – 0                                                                        | Liechtenstein                                                                | Qual. Mondiali 2018                                                          | -                                                                            | 26’                                                                          |
| 6-10-2016                                                                    | Vaduz                                                                        | Liechtenstein                                                                | 0 – 2                                                                        | Albania                                                                      | Qual. Mondiali 2018                                                          | -                                                                            | 46’                                                                          |
| 12-11-2016                                                                   | Vaduz                                                                        | Liechtenstein                                                                | 0 – 4                                                                        | Italia                                                                       | Qual. Mondiali 2018                                                          | -                                                                            |                                                                              |
| 7-6-2017                                                                     | Turku                                                                        | Finlandia                                                                    | 1 – 1                                                                        | Liechtenstein                                                                | Amichevole                                                                   | -                                                                            |                                                                              |
| 11-6-2017                                                                    | Udine                                                                        | Italia                                                                       | 5 – 0                                                                        | Liechtenstein                                                                | Qual. Mondiali 2018                                                          | -                                                                            | 43’ 87’                                                                      |
| 5-9-2017                                                                     | Vaduz                                                                        | Liechtenstein                                                                | 0 – 8                                                                        | Spagna                                                                       | Qual. Mondiali 2018                                                          | -                                                                            | 78’                                                                          |
| 6-10-2017                                                                    | Vaduz                                                                        | Liechtenstein                                                                | 0 – 1                                                                        | Israele                                                                      | Qual. Mondiali 2018                                                          | -                                                                            |                                                                              |
| 9-10-2017                                                                    | Strumica                                                                     | Macedonia                                                                    | 4 – 0                                                                        | Liechtenstein                                                                | Qual. Mondiali 2018                                                          | -                                                                            |                                                                              |
| 14-12-2017                                                                   | Doha                                                                         | Qatar                                                                        | 1 – 2                                                                        | Liechtenstein                                                                | Amichevole                                                                   | 1                                                                            |                                                                              |
| 21-3-2018                                                                    | La Línea de la Concepción                                                    | Andorra                                                                      | 1 – 0                                                                        | Liechtenstein                                                                | Amichevole                                                                   | -                                                                            |                                                                              |
| 25-3-2018                                                                    | Marbella                                                                     | Fær Øer                                                                      | 3 – 0                                                                        | Liechtenstein                                                                | Amichevole                                                                   | -                                                                            | 84’                                                                          |
| 6-9-2018                                                                     | Erevan                                                                       | Armenia                                                                      | 2 – 1                                                                        | Liechtenstein                                                                | UEFA Nations League 2018-2019 - 1º turno                                     | -                                                                            | Cap. 3’, 74’                                                                 |
| 13-10-2018                                                                   | Skopje                                                                       | Macedonia                                                                    | 4 – 1                                                                        | Liechtenstein                                                                | UEFA Nations League 2018-2019 - 1º turno                                     | -                                                                            | Cap.                                                                         |
| 16-10-2018                                                                   | Gibilterra                                                                   | Gibilterra                                                                   | 2 – 1                                                                        | Liechtenstein                                                                | UEFA Nations League 2018-2019 - 1º turno                                     | -                                                                            | Cap. 49’ 63’                                                                 |
| 16-11-2018                                                                   | Vaduz                                                                        | Liechtenstein                                                                | 0 – 2                                                                        | Macedonia                                                                    | UEFA Nations League 2018-2019 - 1º turno                                     | -                                                                            | Cap.                                                                         |
| 19-11-2018                                                                   | Vaduz                                                                        | Liechtenstein                                                                | 2 – 2                                                                        | Armenia                                                                      | UEFA Nations League 2018-2019 - 1º turno                                     | -                                                                            | Cap.                                                                         |
| 23-3-2019                                                                    | Vaduz                                                                        | Liechtenstein                                                                | 0 – 2                                                                        | Grecia                                                                       | Qual. Euro 2020                                                              | -                                                                            | Cap.                                                                         |
| 26-3-2019                                                                    | Parma                                                                        | Italia                                                                       | 6 – 0                                                                        | Liechtenstein                                                                | Qual. Euro 2020                                                              | -                                                                            | Cap.                                                                         |
| 8-6-2019                                                                     | Erevan                                                                       | Armenia                                                                      | 3 – 0                                                                        | Liechtenstein                                                                | Qual. Euro 2020                                                              | -                                                                            | Cap.                                                                         |
| 11-6-2019                                                                    | Vaduz                                                                        | Liechtenstein                                                                | 0 – 2                                                                        | Finlandia                                                                    | Qual. Euro 2020                                                              | -                                                                            | 46’                                                                          |
| 12-10-2019                                                                   | Vaduz                                                                        | Liechtenstein                                                                | 1 – 1                                                                        | Armenia                                                                      | Qual. Euro 2020                                                              | -                                                                            | 83’                                                                          |
| 15-10-2019                                                                   | Vaduz                                                                        | Liechtenstein                                                                | 0 – 5                                                                        | Italia                                                                       | Qual. Euro 2020                                                              | -                                                                            | Cap. 56’                                                                     |
| 15-11-2019                                                                   | Helsinki                                                                     | Finlandia                                                                    | 3 – 0                                                                        | Liechtenstein                                                                | Qual. Euro 2020                                                              | -                                                                            | 73’                                                                          |
| 18-11-2019                                                                   | Vaduz                                                                        | Liechtenstein                                                                | 0 – 3                                                                        | Bosnia ed Erzegovina                                                         | Qual. Euro 2020                                                              | -                                                                            | 67’                                                                          |
| Totale                                                                       |                                                                              | Presenze                                                                     | 79                                                                           |                                                                              | Reti                                                                         | 6                                                                            |                                                                              |

## Palmarès

### Giocatore
- Coppa del Liechtenstein: 7

Vaduz: 2002-2003, 2003-2004, 2004-2005, 2006-2007, 2007-2008, 2008-2009, 2014-2015
- Challenge League: 2

Vaduz: 2002-2003, 2007-2008